# Hryhorij Hryńko
Hryhorij Fedorowycz Hryńko (ukr. Григо́рій Фе́дорович Гринько́; ros. Григо́рий Фёдорович Гринько́, Grigorij Fiodorowicz Grińko; ur. 6 listopada?/18 listopada 1890 we wsi Sztepiwka w guberni charkowskiej, zm. 15 marca 1938 w miejscu egzekucji Kommunarka) – ukraiński komunista, ludowy komisarz finansów ZSRR (1930–1937).

## Życiorys
Ukrainiec, w latach 1906–1912 członek partii eserowskiej, od 1909 do 1913 studiował na Wydziale Historyczno-Filologicznym Uniwersytetu Moskiewskiego (nie ukończył) i Uniwersytetu Charkowskiego (nie ukończył), w latach 1913–1917 służył w armii rosyjskiej, następnie był nauczycielem w Charkowie. 
W latach 1918–1920 działacz Partii Socjalistów-Rewolucjonistów-Borotbistów (jeden z organizatorów tej partii), od lipca 1919 członek Kolegium Ludowego Komisariatu Oświaty Ukraińskiej SRR, w latach 1919–1920 członek Wszechukraińskiego Komitetu Wojskowo-Rewolucyjnego, od 1920 członek RKP(b), od lutego 1920 do listopada 1922 ludowy komisarz oświaty Ukraińskiej SRR, od listopada 1922 do listopada 1923 przewodniczący Państwowej Komisji Planowania przy Radzie Komisarzy Ludowych Ukraińskiej SRR. Od listopada 1923 do czerwca 1925 przewodniczący Komitetu Wykonawczego Kijowskiej Rady Gubernialnej, od 16 maja 1924 do 20 listopada 1927 członek KC KP(b)U, od czerwca 1925 do grudnia 1926 ponownie przewodniczący Państwowej Komisji Planowania przy Radzie Komisarzy Ludowych Ukraińskiej SRR, jednocześnie zastępca przewodniczącego Rady Komisarzy Ludowych Ukraińskiej SRR. 
Od grudnia 1926 do listopada 1929 członek Prezydium Państwowej Komisji Planowania przy Radzie Komisarzy Ludowych ZSRR, od 1928 do listopada 1929 zastępca jej przewodniczącego, od grudnia 1929 do 18 października 1930 zastępca ludowego komisarza rolnictwa ZSRR, od 18 października 1930 do 16 sierpnia 1937 komisarz ludowy finansów ZSRR, od 10 lutego 1934 do 12 października 1937 zastępca członka KC WKP(b).
W okresie Wielkiego terroru 30 sierpnia 1937 aresztowany przez NKWD  W marcu 1938 podsądny w pokazowym III procesie moskiewskim przed Kolegium Wojskowe Sądu Najwyższego ZSRR (obok m.in. Nikołaja Bucharina i Aleksieja Rykowa). 13 marca 1938 skazany na śmierć z zarzutu o udział w kontrrewolucyjnej organizacji terrorystycznej. 15 marca 1938 rozstrzelany w miejscu egzekucji Kommunarka pod Moskwą, pochowany anonimowo. 
15 czerwca 1959 zrehabilitowany przez Kolegium Wojskowe SN ZSRR.